# كيشو موكرجي
كيشو موكرجي (7 أغسطس 1925 - 2 مارس 1982) ممثل سينمائي هندي من البنغالية. ولد في مومباي، ماهاراشترا، الهند، تخصص في الأدوار الهائلة في حالة سكر في الأفلام الهندية.
على الرغم من أنه كان مشهورًا بالدور الذي لعبه في صناعة الأفلام في حالة سكر في الأفلام الهندية، فقد كان يشارك علاقة جيدة جدًا مع المخرج الأيقوني ريتويك غاتاك وكان له دور صغير جدًا ولكنه مهم في أفلام المايسترو مثل المحتال في باري ثيك باليه، المجنون أجانتريك أو الأدوار الشخصية في ناجاريك وجوكي تاكو آر غابو.

## روابط خارجية
- كيشو موكرجي على موقع IMDb (الإنجليزية)
- كيشو موكرجي على موقع قاعدة بيانات الفيلم (الإنجليزية)

- Keshto Mukherjee في قاعدة بيانات الأفلام على الإنترنت